# Арсений
Арсе́ний (от др.-греч. Αρσένιος ← ἄρσεν ← ἄρσην «мужчина; мужской, мужественный») — мужское русское личное имя греческого происхождения. В XX веке получила некоторое распространение краткая форма имени — Арсе́н.
От этого имени произошла фамилия Арсеньев.

## Именины
Православные именины (даты приводятся по григорианскому календарю):
- 1 февраля, 19 февраля, 28 февраля
- 13 марта, 15 марта
- 12 мая, 21 мая
- 25 июня
- 15 июля, 25 июля
- 13 августа
- 6 сентября, 10 сентября, 12 сентября
- 10 ноября, 19 ноября
- 3 декабря, 26 декабря

Католические именины:
- 15 января, 19 января
- 19 июля
- 4 октября, 28 октября
- 16 ноября
- 13 декабря